# 50 primeres cites
50 primeres cites (títol original: 50 First Dates) és una comèdia romàntica de Peter Segal, estrenada el 2004. Ha estat doblada al català.

## Argument
Henry Roth és un veterinari marí a Hawaii que té com a costum de no lligar-se i canviar molt sovint de companya, donant-los tota mena d'excuses i utilitzant astúcies. Un dia, coneix Lucy Whitmore al Hukilau cafè i en cau instantàniament enamorat. Es coneixen, passen un moment junts i s'acomiaden, però l'endemà, Lucy no sembla recordar-se de Henry i el pren per un pervers. Fins que Sue, propietària del cafè, li explica que Lucy ha estat víctima d'un greu accident amb el seu pare, el vespre del seu aniversari, que li ha causat un xoc cerebral, i fa que oblidi cada nit el que ha fet durant el dia. Henry haurà de redoblar l'enginy per a seduir-la malgrat tot.

## Repartiment
- Adam Sandler: Henry Roth
- Drew Barrymore: Lucy Whitmore
- Rob Schneider: Ula
- Blake Clark: Marlin Whitmore
- Sean Astin: Doug Whitmore
- Dan Aykroyd: Dr. Keats
- Lynn Collins: Linda
- Amy Hill: Sue
- Pomaika'i Brown: Nick
- Allen Covert: Tom «10 segons»
- Missi Pyle: Noreen
- Joe Nakashima: El vell hawaià
- Maya Rudolph: Stacy
- Marguerite Cazin: Fill de Henry i Lucy

## Al voltant de la pel·lícula
- Durant el film, es pot veure el final de The Sixth Sense (1999).
- El personatge de Lucy (Drew Barrymore) està afectat d'una forma d'amnèsia real anomenada amnèsia anterògrada. Tanmateix, la variant que l'afecta i que li fa oblidar tot del vespre al matí és purament fictícia.[3] Això no obstant, una pacient americana ha desenvolupat símptomes similars, després d'un accident de la carretera l'any 2005. Encara que no sembla simular, els investigadors suggereixen que aquests símptomes venen del fet que la jove dona hagi vist el film i que hagi estat influïda pel tipus d'amnèsia descrit.[4]
- Sandler i Barrymore ja eren junts l'any 1998 al film El noi ideal i es troben al film Blended estrenat l'any 2014.
- Un remake japonès, 50 First Kisses, va ser produït l'any 2018.

## Banda sonora
La banda sonora conté músiques de la dècada del 1980 i dècada del 1990.
- Thompson Twins - Hold Me Now
- The Cure - Lovesong
- Echo and the Bunnymen - Lips Like Sugar
- The Outfield - Your Love
- The Cars - Drive
- Spandau Ballet - True
- Bryan Ferry - Slave to Love
- The Police - Every Breath You Take
- The Psychedelic Furs - The Ghost in You
- The Cure - Friday I'm in Love
- UB40 & Chrissie Hynde - Breakfast in Bed
- Modern English - I Melt with You